# 畠山重忠の乱
畠山重忠の乱（はたけやましげただのらん）は、鎌倉時代初期の元久2年6月22日（1205年7月10日）、武蔵国二俣川（現・神奈川県横浜市旭区）において、武蔵国の有力御家人・畠山重忠が武蔵掌握を図る北条時政の策謀により、北条義時率いる大軍に攻められて滅ぼされた事件。鎌倉幕府内部の政争で北条氏による有力御家人粛清の一つ。

## 背景
鎌倉幕府創設者である初代将軍源頼朝の死後、幕府内部の権力闘争が続き、正治2年（1200年）の梶原景時の変、建仁3年（1203年）の比企能員の変によって有力者が滅ぼされ、幕府の実権は11歳の3代将軍源実朝を擁する北条時政が握っていた。
畠山重忠は秩父氏が代々継承してきた武蔵の武士団を統率する留守所総検校職の地位にあり、その武勇と人望により頼朝の時代には常に先陣を務め、その死に際して子孫を守護するように遺言を受けた有力御家人であった。また時政の前妻の娘婿であり、梶原景時の変、比企能員の変ではいずれも北条氏側に協力していた。
武蔵は相模国と並んで国司が推挙される関東御分国（将軍家知行国）の一つであり、数多の武士団が存在し、鎌倉防衛の戦略上の要地であった。頼朝の時代には源氏門葉の平賀義信が国司を務め、秩父氏の総領である留守所職は河越重頼であった。河越重頼と平賀義信の妻は頼朝の乳母比企尼の次女と三女で、武蔵の郡司である比企氏の家督は比企尼の甥比企能員が継承し、武蔵は頼朝の縁者によって治められていた。重頼が源義経の謀反に連座して誅された後は重忠が留守所職となり、義信の後の武蔵国司はその子で時政の後妻牧の方の娘婿平賀朝雅が引き継いでいた。比企能員の変の翌月の建仁3年（1203年）10月、朝雅は京都守護のため上洛。朝雅は後鳥羽上皇の信任厚く、上皇と舅の時政と牧の方の威光を受けて京都守護・知行国主となり、将軍並の処遇となって権勢を強めていた。
朝雅の上洛後に時政が将軍実朝の命によって武蔵国務職に任じられ、武蔵国衙の行政権を掌握していた。比企能員の変で滅ぼされた有力豪族比企氏の縁戚児玉党など、武蔵には比企氏と繋がりをもつ者が多く、比企の跡を勢力下に収めようとした時政の武蔵進出は、武蔵武士団の棟梁である重忠の勢力圏への進入であり、比企の乱後の戦後処理を巡って時政と重忠は対立する関係となっていたのである。『明月記』元久元年（1204年）正月18日条によると、都で「北条時政が畠山重忠と戦って敗北し山中に隠れた。大江広元がすでに殺されたとのことだ」という風聞が流れ、広元の縁者がそのデマに騒ぎ荷物を運び出す騒動になるなど、両者の対立は周知のこととなっていた。乱の背景には武蔵の支配を巡り、留守所畠山氏と国司朝雅を背景とした時政との対立があった。

## 経過

### 平賀朝雅と重保の争い
元久元年（1204年）11月4日、京の平賀朝雅邸で、将軍実朝の妻坊門信清の娘（西八条禅尼）を迎えるために上洛した御家人たちの歓迎の酒宴が行われた。その席で朝雅と重忠の嫡子重保との間で言い争いとなり、周囲の取りなしで事は収まったが、これが後に大きな争いの火種となる。翌5日、重保と共に上洛していた北条時政と後妻牧の方鍾愛の子・政範が病で急死した。そして政範の埋葬と重保と朝雅の争いの報告が同時に鎌倉に届く。なお、『吾妻鏡』では実朝の正室を迎える使者として上洛した御家人の代表を政範1人としているが、『仲資王記』元久元年11月3日条によると時政もともに上洛していたことが確認される。『島津家文書』によると、時政は重忠父子を勘当したが、翌元久2年（1205年）正月に千葉成胤のとりなしによって両者はいったん和解している。しかしこの和解は表面上のものであった。
4月11日、鎌倉に不穏な形勢ありとして御家人たちが集まりはじめ、重忠の従兄弟かつ時政の婿の1人で、所領の武蔵に隠居していた稲毛重成が舅の時政に呼ばれ、郎党を引き連れて鎌倉へやってきた。何か起こるのではないかとの噂が流れたが、この騒ぎは静まり5月3日には大半の御家人が帰国した。
6月21日、朝雅は重保に悪口を受けたと牧の方に讒訴し、牧の方はこれを重忠父子の叛意であると時政に訴えた。朝雅は牧の方の娘婿であり、重保は時政の先妻の外孫にあたる。時政が子の義時と時房に重忠討伐を相談すると、2人は重忠の忠勤を訴えて謀反など起こすがはずがないと反対したが、牧の方の兄大岡時親に「牧の方が継母だから仇をしようと思っているのだろう」と迫られ、やむなく義時は重忠討伐に同意したという。
翌22日早朝、鎌倉は大きな騒ぎとなり、軍兵が謀反人を誅するべく由比ヶ浜へ先を争って走った。同じ秩父氏の稲毛重成に招かれて鎌倉にいた重保も郎従3人とともに由比ヶ浜へ駆けつけると、時政の意を受けた三浦義村が佐久間家村らに重保を取り囲ませる。自分が謀反人とされていることに気づいた重保は奮戦したが、多勢に無勢で郎党共々殺害された。時政の命により、鎌倉へ向かっている重忠を道中で誅殺するべく大軍が派遣された。大手の大将軍北条義時に従ったのは先陣・後陣に葛西清重・堺常秀・大須賀胤信・国分胤通・相馬義胤・東重胤、そのほか足利義氏、小山朝政・三浦義村・三浦胤義・長沼宗政・結城朝光・宇都宮頼綱・八田知重・安達景盛・中条家長・苅田義季・狩野介入道・宇佐美祐茂・波多野忠綱・松田有経・土屋宗光・河越重時・河越重員・江戸忠重・渋河武者所・小野寺秀通・下河辺行平・薗田成朝、ならびに大井氏・品河氏・春日部氏・潮田氏・鹿島氏・小栗氏・行方氏、児玉党・横山党・金子党・村山党らが従い、関戸（多摩市関戸）の大将は北条時房・和田義盛として鎌倉を出陣した。

### 二俣川の戦い
重忠は鎌倉に騒ぎがあると聞き、6月19日に菅谷館を出発しており、22日午後、二俣川で討伐軍に遭遇した。重忠の弟長野重清は信濃国、重宗は奥州へ行っており、重忠が率いていたのは二男の重秀、郎従本田近常、乳母父の榛澤成清以下134騎に過ぎなかった。その朝、重保が殺されたこと、自分に追討軍が差し向けられたことを二俣川で初めて知った重忠は、館へ退くことはせず潔く戦うことが武士の本懐であるとして、大軍を迎え撃つ決断を下す。そこへかつての旧友安達景盛と主従7騎が先陣を切って突入し、義時の大軍と少数の兵で応戦する重忠主従との激戦が4時間あまり繰り広げられたのち、重忠は愛甲季隆の放った矢に討たれ、首級を取られた。『愚管抄』では重忠に組み付いてくる者がいなかったため自害したと記されている（享年42）。重忠の死を知った重秀以下は自害した（重秀・享年23）。
23日午後2時頃、軍勢を鎌倉へ引き上げた義時は、合戦の様子を聞いた時政に対し、重忠の一族は出払っていて小勢であり、謀反の企ては虚報で、重忠は無実であった、その首を見ると涙を禁じ得ず、大変気の毒なことをした、と述べた。時政は黙って引き下がった。この日の夕方、鎌倉内で重忠の同族であり討伐軍に加わっていた稲毛重成・小沢重政父子、重成の弟榛谷重朝・重季・秀重父子が、重忠を陥れた首謀者として三浦義村らによって殺害された。これについては時政を非難した北条政子・義時姉弟によるものとする説と、窮地に陥った時政によるトカゲの尻尾切りとする説とがある。
7月8日、少年の将軍実朝に代わり、尼御台政子の命により畠山氏の所領は勲功として重忠を討った武士たちに与えられ、同20日にも政子の女房たちに重忠の遺領が与えられている。閏7月19日、この事件をきっかけに時政は失脚し、牧の方とともに子の政子・義時姉弟によって鎌倉を追放され、同26日、京にいた平賀朝雅は義時の命によって誅殺された（牧氏事件）。残された重忠の所領は、時政の前妻の娘である重忠の妻に安堵され、妻は足利義純に再嫁して義純が畠山氏の名跡を継いだことにより、平姓秩父氏の畠山氏は滅亡した。

## 参戦武将
北条軍（数千〜三万騎）
- 北条義時
- 北条時房
- 三浦義村
- 和田義盛
- 佐久間家村
- 足利義氏
- 小山朝政
- 安達景盛
- 宇都宮頼綱
- 愛甲季隆
- 長沼宗政
- 平盛綱

畠山軍（約150騎）
- 畠山重忠
- 畠山重秀
- 榛澤成清
- 本田近常

## 結果
北条義時は、牧の方の婿である朝雅を担ぐ父時政を切り捨てることによって、無実の重忠を討ったという御家人たちの憎しみの矛先をかわし、混乱に乗じて朝雅と秩父一族の稲毛重成・榛谷重朝ら有力者を一掃して武蔵の掌握に成功した。以降、武蔵は代々北条得宗家の支配下に置かれ、執権政治の安定化後は執権・連署が「武蔵守」「相模守」を占める事例が増加する。北条家内では梶原景時、比企能員など強力な政敵の排除には団結していたが、先妻の子義時・政子らと後妻牧の方との間には以前から亀の前事件などの諍いがあり、共通の敵がいなくなったこと、牧の方所生唯一の男子で北条本家の後継者と目されていた政範の死によって、両者の対立が表面化していた。畠山の乱に端を発した牧氏事件で時政を追放したことにより、幕府は時政の専制政治から義時・政子姉弟主導による寡頭体制に移行し、専制政治が継続された。
鎌倉幕府北条氏による後年の編纂書『吾妻鏡』において、梶原景時が悪人と断じられているのとは対照的に、重忠は賛美した記事が目立っている。重忠討伐の際彼を擁護したという義時は、その後重忠の遺児や縁者を庇護し畠山氏の所領を与えたなどという形跡はなく、畠山氏の所領は政子によって重忠を討った者や政子の女房に配分されている。義時・政子の姉妹である重忠の妻には畠山氏本領が与えられ、その妻は北条氏の縁戚足利義純に再嫁し、義純が畠山氏の名跡を継承したことにより、重忠の血筋は断絶している。
その後出家していた重忠の末子重慶は乱の8年後、建保元年（1213年）9月に謀反の疑いを受けて殺害されている。その際に将軍実朝は「重忠本より過ちなくして誅を被る」と述べている。『吾妻鏡』における義時の重忠擁護、重忠の過剰な賛美記事は、父時政を追放し、武蔵の英雄を滅ぼした義時（得宗家）弁護のための作為と考えられている。ただし、近年の研究では北条宗家ではなく分家の江間家の初代とみなされる義時が、時政の意思を拒否できた可能性が低いことも考慮する必要があるとする説が出されている。
現在、横浜市旭区、相鉄鶴ヶ峰駅の近くには畠山重忠の終焉の地として石碑が建てられている。

## 文化財
鶴ヶ峰周辺の史跡は横浜市登録地域文化財に登録されている。

## 画像集

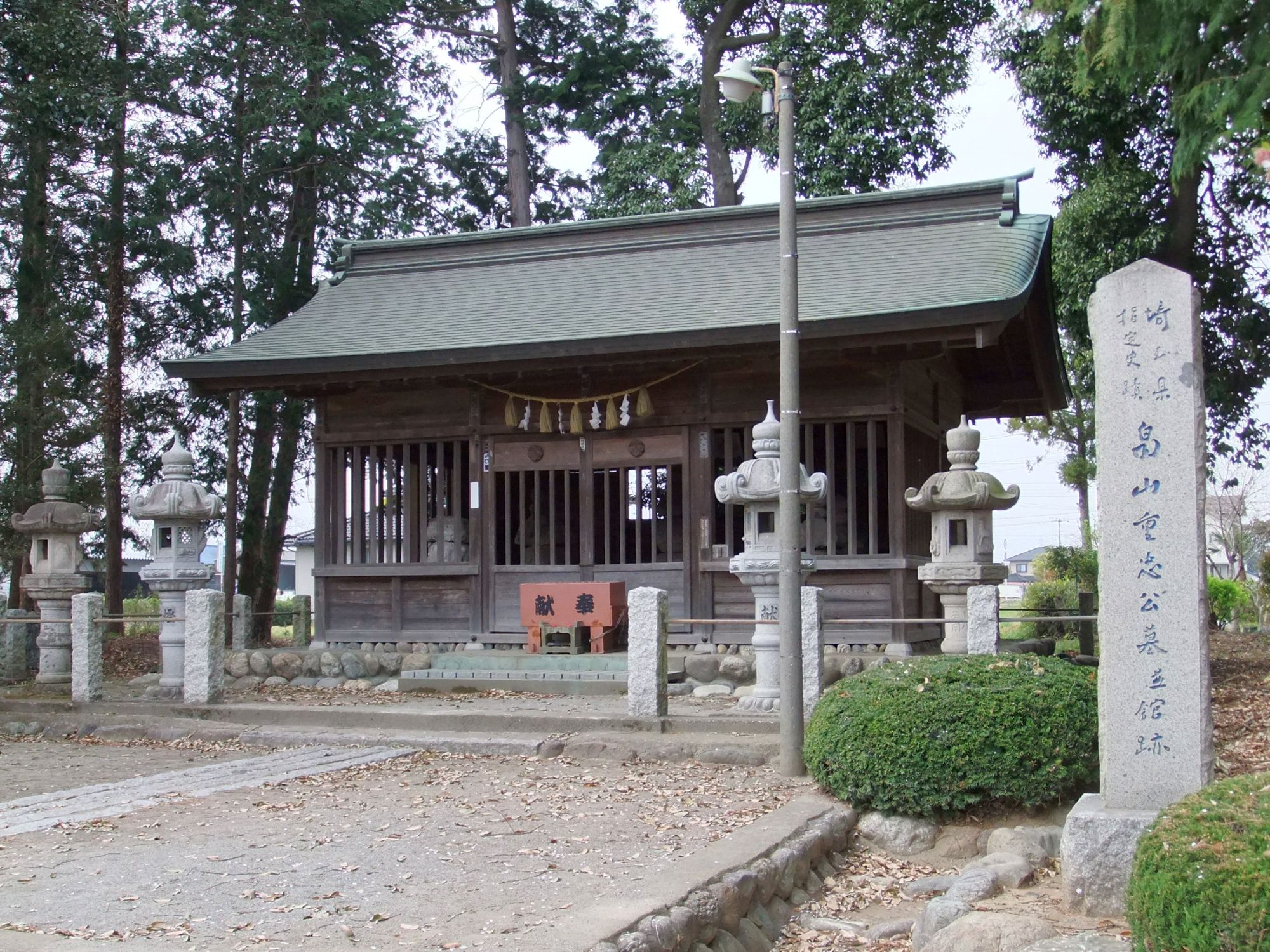
畠山重忠公墓所（埼玉県深谷市・畠山重忠公史跡公園）
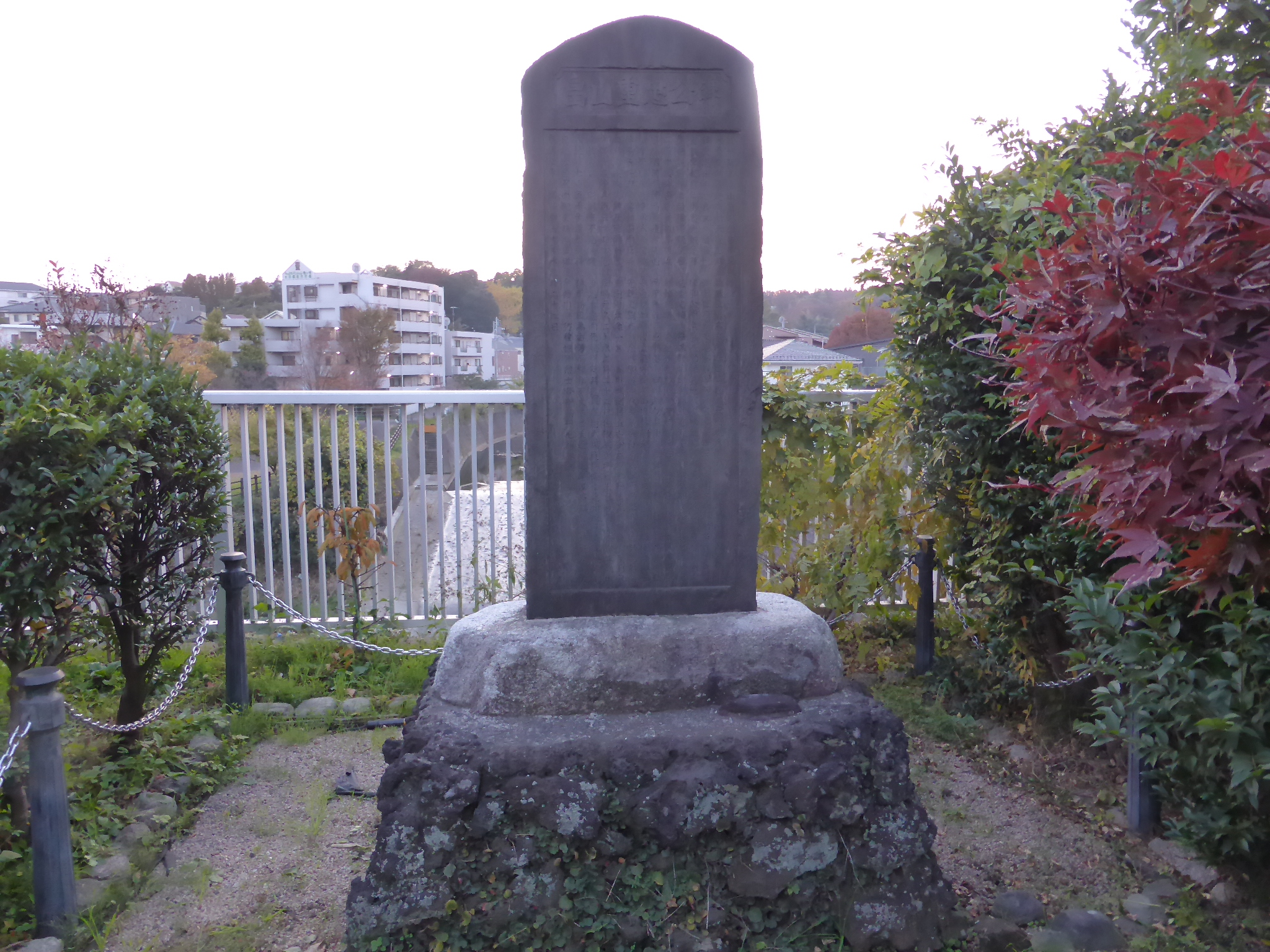
畠山重忠公碑（神奈川県横浜市・旭区役所近く）
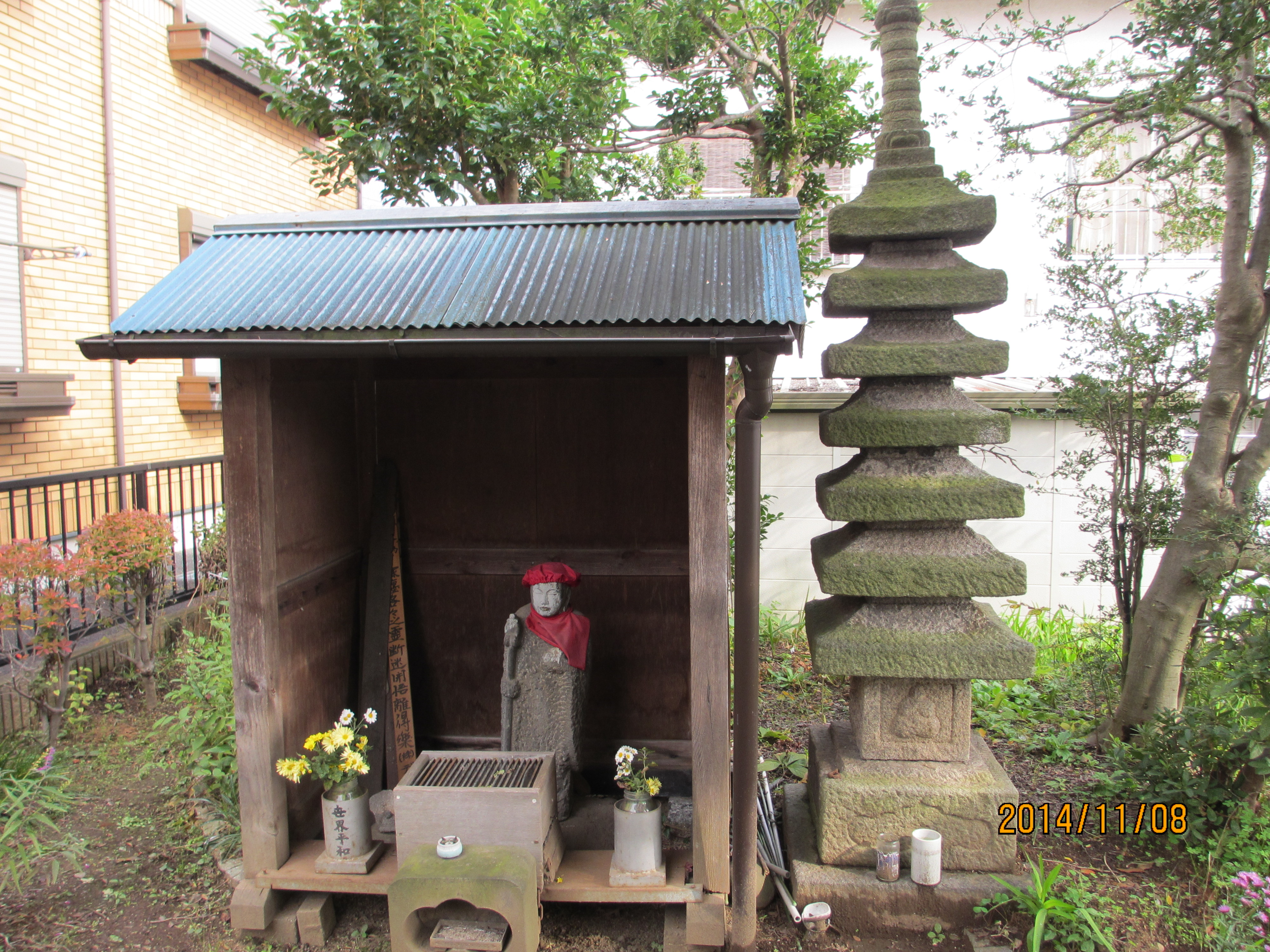
畠山重忠公首塚（相鉄線鶴ヶ峰駅・旭区役所近く）
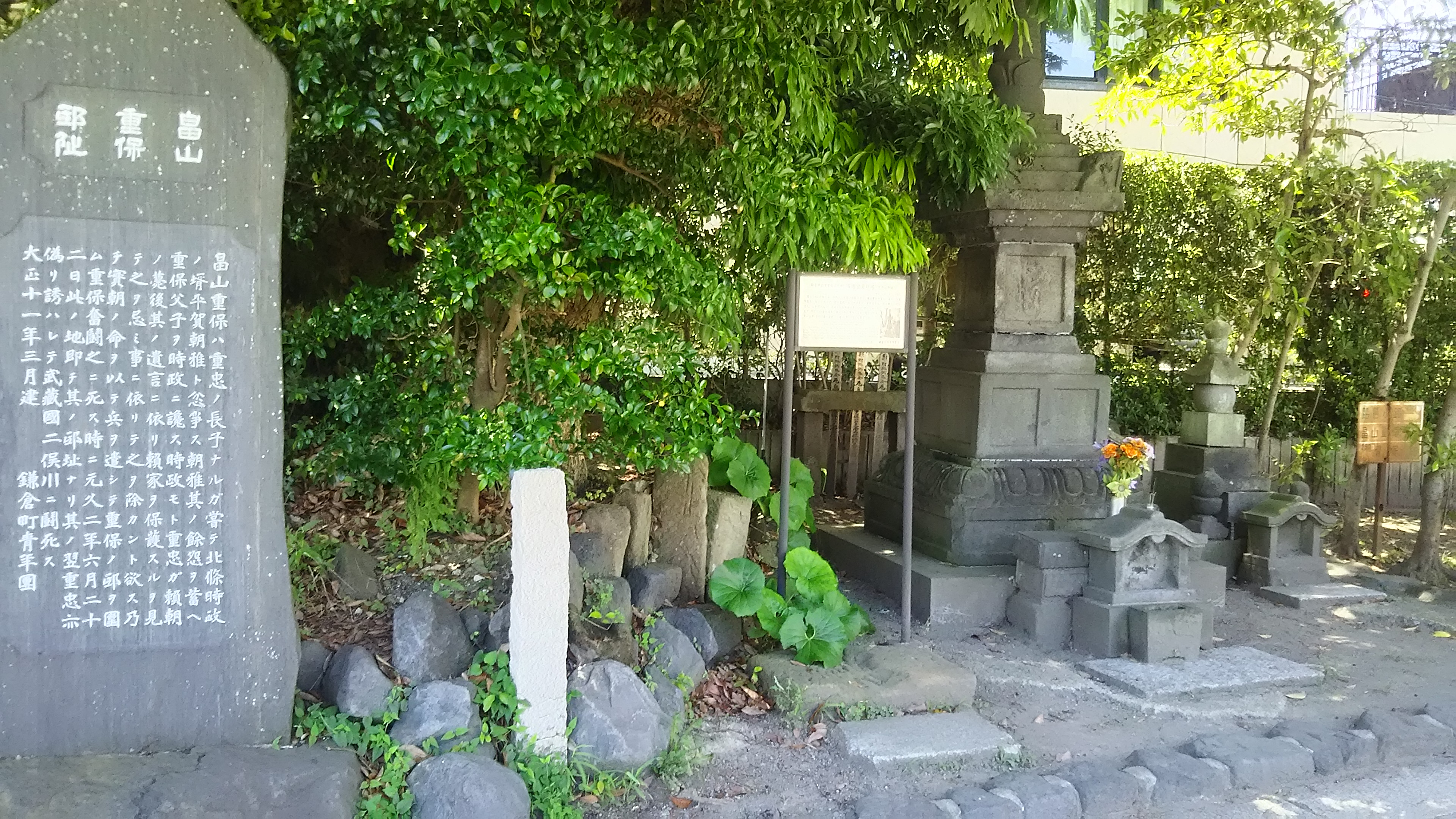
畠山重保屋敷跡墓塔、鎌倉由比ヶ浜鶴岡八幡宮大鳥居傍ら